# Laguna de Bacalar (Honduras)
La Laguna Bacalar es un área protegida de Honduras que fue declarada como el quinto sitio Ramsar (Sitio Ramsar 1254) de Honduras el 3 de febrero de 2003 por la Convención de Humedales de Importancia Internacional de las Naciones Unidas, se localiza en Gracias a Dios (en las coordenadas 7,394 ha. 15°08′N, 85°10′W), dentro de la zona de amortiguamiento de la Biosfera del Río Plátano en el municipio de Juan Francisco Bulnes (Walumugu). Tiene una población de cinco mil personas, siendo habitada por garífunas, misquitos y ladinos.

## Importancia
Es una de las principales fuentes de alimentos para la población garífuna y mestiza, además de servir como via de comunicación entre varios municipios.
La flora y zona de la laguna protege de inundaciones, además capta los sedimentos y estabiliza reflujos entre el mar y la laguna provenientes del río Sico. Tiene su desembocadura al mar por medio de la Barra de Palacios, que es una ruta estratégica de entrada a la Biosfera Río Plátano.

## Flora y fauna
Es un bosque manglar en el que se encuentra mangle rojo, blanco y botoncillo, además mucha fauna como el manatí (Trichechus manatus), aves el Jabirú (Jabiru mycteria) y peces como las cuberas (Lutjanus apodus) y júreles (Caranx latus).

## Protección
La laguna es protegida por el Proyecto Laguna de Bacalar (PROLAB), la Dirección de Biodiversidad (DIBIO) de la Secretaría de Recursos Naturales y Ambiente (SERNA) y la asociación Bayan.